# Roger Lloyd-Pack
Roger Lloyd-Pack, född 8 februari 1944 i London, död 15 januari 2014 i Kentish Town i Camden, London, var en brittisk skådespelare. Han spelade bland annat Owen Newitt i Ett herrans liv och Bartemius Crouch Sr i filmen Harry Potter och den flammande bägaren.

## Fotnoter
1. 1 2  Find a Grave, Find A Grave-ID: 123653541, läs online, läst: 9 oktober 2017.[källa från Wikidata]
2. 1 2  Discogs, Discogs artist-ID: 4104067, läst: 9 oktober 2017.[källa från Wikidata]
3. 1 2 3  Chris Evans (red.), Roger Lloyd-Pack - obituary, The Daily Telegraph (på engelska), 16 januari 2014, läs online .[källa från Wikidata]
4. ↑  läs online, www.rada.ac.uk .[källa från Wikidata]
5. ↑  Katalog der Deutschen Nationalbibliothek, Deutsche Nationalbibliotheks katalog-id-nummer: 1062014782, läst: 26 juni 2020.[källa från Wikidata]
6. ↑  Trigger gets hitched, Herald (på engelska), Newsquest, 29 april 2000, läs online .[källa från Wikidata]
7. 1 2  läs online, BBC  .[källa från Wikidata]